# Južni sokol
Južni sokol (znanstveno ime Falco biarmicus) je ujeda iz družine sokolov.

## Opis
Južni sokol je zelo podoben svetlemu sokolu selcu. Od njega je sicer nekoliko večji (telesna dolžina med 43 in 50 cm, razpon peruti med 95 in 105 cm) in bolj vitek ter ima nekoliko daljši rep in manj prišiljene peruti. Največja razlika je v barvi glave, ki je pri feldeggovemu sokolu rjava, pri sokolu selcu pa siva. Po zgornji strani telesa so ti sokoli sivi, po spodnji strani pa sivo do rjasto-rjavkasto grahasti na svetli podlagi.
Samci in samice tega sokola se med seboj ne razlikujejo bistveno, mlajše ptice pa so bolj rjavih odtenkov in šele s starostjo postanejo sive.

## Razširjenost
Južni sokol živi v odprti krajini, kamnitih puščavah in polpuščavah ter savanah. Razširjen je od Balkanskega polotoka preko južne Italije in Sicilije, po celem Arabskem polotoku, Mali Aziji in Afriki.
Glavna hrana tega sokola so ptice do velikosti kokoši, občasno pa lovi tudi manjše glodalce in plazilce. Lovi večinoma s horizontalnim zasledovanjem in le redko strmoglavi na plen.
Gnezdi marca in aprila v gnezdih v skalovju, kamor samica znese od 3 do 4 jajca.